# Xã Russell, Quận Camden, Missouri
Xã Russell (tiếng Anh: Russell Township) là một xã thuộc quận Camden, tiểu bang Missouri, Hoa Kỳ. Năm 2010, dân số của xã này là 4.161 người.